# قصر النظر
قصر النظر أو الحسر (بالإنجليزية: Myopia) هو إحدى أشكال ضعف البصر حيث تسقط بؤرة الضوء أمام الشبكية وهو عكس ما يحدث في حالة طول النظر وكلاهما يعد نتيجة خطأ في وضعية الصورة. وفي معظم الحالات لا يعد قصر النظر كحالة مرضية ولكنه مرتبط بميل جيني ولكن يمكن اعتبار قصر النظر المركب«المانجن» حالة مرضية.
ينجم الحسر أو قصر النظر بشكل رئيسي عن شكل المقلة، فيكون محور المقلة زائد الطول بحيث يكون الإبصار القريب (كالقراءة والكتابة) ممتازا، أما الأجسام البعيدة فتكون ضبابية.عادة ما يبلغ طول محور العين السليمة-الذي يمتد من القرنية الي الشبكية- 2.4 سم عند هذا الطول لمقلة العين يلتقي شعاع الضوء في بؤرة العين علي الشبكية حيث تكمن الرؤية السليمة.
|                                                            |  |  |
| قصر النظر ( أعلى / يمين )، الرؤية العادية ( أسفل / يسار ') |  |  |

## أعراض قصر النظر
يسبب الحسر الرؤية المشوشة. يتعرض الأشخاص المصابون بقصر النظر، بشكل عام، إلى الأعراض التالية:
- صعوبة رؤية الأشياء البعيدة.
- صعوبة رؤية اللوح، التلفاز أو شاشة السينما.
- التراجع في التعليم، في النشاط الرياضي أو في العمل.

  لا يعي الأطفال تحت سن 8 أو 9 سنوات، دائما، حقيقة كونهم يعانون من مشكلة في رؤية الأشياء البعيدة. قد يشك الأهل أو المعلمون بحالة قصر النظر، إذا كان الطفل:
- يَحوِل، أو يقلص عينيه.
- يمسك الكتب، أو الأغراض، قريبا جدا من وجهه.
- يجلس في الصفوف الأولى في الصف، أو في قاعة المسرح، أو قريبا جدا من التلفاز، أو الحاسوب.
- لا يهتم بالرياضة، أو الفعاليات الأخرى التي تتطلب رؤية جيدة إلى مسافات بعيدة.
- يعاني، أحيانا، من أوجاع في الرأس.

## الأسباب
لم يستطع استعراض عام 2012 العثور على أدلة قوية لأي سبب، على الرغم من أن العديد من النظريات قد فقدت مصداقيتها. وجدت مراجعة عام 2015 أن إنفاق الكثير من الوقت في النظر في الأجسام القريبة يزيد من المخاطر.
يكون خطر الإصابة بقصر النظر أكبر لدى الأشخاص الذين لديهم تاريخ عائلي من الإصابة بقصر النظر. النساء أكثر عرضة من الرجال للإصابة بقصر النظر الحاد.
لدى الخدّج وخاصة المصابين بمرض شبكية العين الخاص بالخدّج يكون احتمال الإصابة بقصر النظر أكبر. بعض أمراض العيون الوراثية تزيد من خطر الإصابة بالحسر. تشير الأبحاث إلى وجود علاقة بين العمل من مسافة قصيرة٬ مثل القراءة، وبين تطور الحسر والإصابة به. وتربط أبحاث معينة، بشكل كبير، بين كثرة القراءة وبين قصر النظر.

## التشخيص
عادة ما يكون تشخيص قصر النظر من قبل أخصائي العيون، طبيب عيون أو طبيبة عيون. أثناء الانكسار، يتم استخدام محلول أوتوماتيكي أو تنظير الشبكية لإعطاء تقييم موضوعي أولي لحالة الانكسار لكل عين، ثم يتم استخدام محرك الإبصار لصقل وصفة طبية للمريض. الأنواع الأخرى من الأخطاء الانكسارية هي مد البصر، ولابؤرية، وقصر النظر الشيخوخي.

### أنواع
هناك أشكال مختلفة من قصر النظر:
- قصر النظر البسيط: قصر النظر في العين العادية، وعادة ما تكون أقل من 4.00 إلى 6.00 ديوبتر.[9]
- قصر النظر المتزايد: هذا النوع بالتحديد يُشخص على أنه حالة مرضية، ولا يرجع إلى أنه حالة وراثية حيث يتزايد قصر النظر من مرحلة الطفولة حتى سن الخامسة والعشرين، حيث تحدث تغيرات في قاع العين الأمر الذي يؤدي لحدوثه.

## الوقاية
يقترح البعض أن المزيد من الوقت الذي نقضيه في الهواء الطلق أثناء الطفولة يكون فعالاً للوقاية.
تم استخدام طرق مختلفة محاولة تقليل من التقدم في قصر النظر، على الرغم من أن الدراسات تظهر نتائج متضاربة. العديد من دراسات علاج قصر النظر لديها عدد من عيوب التصميم: أعداد صغيرة، عدم وجود مجموعة مراقبة كافية، وعدم إخضاع الفاحصين لمعرفة العلاجات المستخدمة.

### الدواء
الأدوية الموضعية مثل مضاد مسكاريني للأطفال دون سن 18 سنة قد تبطئ تدهور قصر النظر. وتشمل هذه العلاجات جل بايرينزيبين، قطرات العين سايكلوبنتولايت، وقطرات العين الأتروبين. على الرغم من أن هذه العلاجات أثبتت فعاليتها في إبطاء تطور قصر النظر، إلا أن الآثار الجانبية شملت حساسية الضوء وقرب التمويه.

## العلاج

تصحيح قصر النظر بأستعمال العدسات المصححة (مقعرة مفرّقة)

تقول المعاهد الوطنية للصحة أنه لا توجد طريقة معروفة لمنع قصر النظر، وأن استخدام النظارات أو العدسات اللاصقة لا يؤثر على تقدمها. لا توجد طريقة مقبولة عالميًا لمنع قصر النظر والطرق المقترحة تحتاج إلى دراسة إضافية لتحديد مدى فعاليتها. يعتبر التصحيح البصري باستخدام النظارات أو العدسات اللاصقة هو العلاج الأكثر شيوعًا ولكن، هنالك إمكانية لمعالجة قصر النظر بواسطة الجراحة تحسّن الجراحة تركيز العين عن طريق تسطيح أو إعادة تشكيل الجزء المركزي من القرنية، حيث تصحّح العديد من حالات قصر النظر، وهناك بعض العمليات المستخدمة لعلاج قصر النظر، وهي من الأكثر شيوعاً إلى الأقل شيوعاً، ومنها:

### الليزر
يستخدم الجراح فيها سكيناً صغيرا لقص قطعة صغيرة من جانب القرنية، ثمّ استخدام الليزر لإزالة كمية معينة من أنسجة القرنية الموجودة تحت الشريحة التي تم قصها من تحت منطقة الشرائح، ممّا يؤدي إلى تسطيح القرنية القرنية، وتحسين تركيز العين.على الرغم من أن الليزر يكون عادة غير مؤلم وينطوي على فترة إعادة تأهيل قصيرة بعد الجراحة، إلا أنه يمكن أن يؤدي إلى مضاعفات وفقدان استقرار القرنية.

### استئصال القرنية
يتضمن استئصال القرنية الضوئية (PRK) استئصال أنسجة القرنية من سطح القرنية باستخدام ليزر إكسيمر. PRK هو إجراء آمن نسبياً لما يصل إلى 6 ديوبتر من قصر النظر، فإن مرحلة ما بعد الجراحة تكون مؤلمة عادة.

## وصلات خارجية
معلومات حول قصر النظر وعلاج ضعف النظر